# Arthur William Allen Harker
Arthur William Allen Harker, britanski general, * 7. september 1890, † 23. januar 1960.